# Bajt Lahm Faukani
Bajt Lahm Faukani (arab. بيت لحم فوقاني) – wieś w Syrii, w muhafazie Aleppo, w dystrykcie Ajn al-Arab. W 2004 roku liczyła 242 mieszkańców.